# Feketetorkú fülemüle
A feketetorkú fülemüle (Calliope obscura) a madarak (Aves) osztályának verébalakúak (Passeriformes) rendjébe, ezen belül a légykapófélék (Muscicapidae) családjába tartozó faj.

## Rendszertani besorolása
2003-ban, Edward C. Dickinson brit ornitológus azt állította, hogy a Luscinia madárnem nem monofiletikus csoport, azaz nem egy közös rendszertani őstől származó élőlények összességét alkotó nemről van szó. A múltévtizedben egy hatalmas méretű, DNS és molekuláris vizsgálatokból álló nemzetközi kutatás történt a madárrendszerezés terén. Az eredmények egy részét 2010-ben is kiadták; ebből pedig megtudtuk, hogy Dickinsonnak igaza volt. A kutatás eredményeként egyes madarakat átsoroltak, átrendszereztek. Ez történt a Luscinia nemmel is; belőle négy fajt áthelyeztek a Larvivora és másik négyet a Calliope madárnembe. Ugyanebből a kutatásból kitudódott, hogy a tűztorkú fülemüle (Calliope pectardens) és a feketetorkú fülemüle testvértaxonok - azaz nagyon közeli rokonok, viszont különálló fajok -, és nem színváltozatai ugyanannak a madárfajnak, mint ahogy azt korábban gondolták.

## Előfordulása
A feketetorkú fülemüle Észak-Kína középső részén költ; a telelőhelyei még ismeretlenek. Thaiföld északnyugati részén ritka kóborló. Az élőhelyeinek elvesztése veszélyezteti.
Ezt az énekesmadarat 1891-ben fedezték fel, viszont 120 év alatt, csak néhány egyedét sikerült megfigyelni. 2011 júniusában, egy kutatócsapat a Senhszi tartományban levő Qin-hegységben felfedezte az egyik költőterületét. Foping-nál és a Changqing Nature Reserves-nél 7-7 éneklő hímet figyeltek meg. 2014-ig ebből a fajból még nem került elő egy tojó sem, azonban abban az évben az ornitológusok felfedeztek egy magányos tojót és egy költőpárt.

## Megjelenése
A hím feje és háti része sötétszürke, szárnyai és farktollai barnák, hasi része pedig sárgásfehér. A szárnyaiban és a farktollainak egy részén fehér is látható. Amint neve is mutatja, a toroktájéka, a begye, a pofája és szemei alatt egy-egy folt fekete.

## Életmódja
A legkedveltebb élőhelyei a fenyvesek közti sűrű bambuszosok, 3000-3400 méteres tengerszint feletti magasságokban.

## Fordítás
- Ez a szócikk részben vagy egészben  a   Blackthroat című angol Wikipédia-szócikk ezen változatának fordításán alapul.  Az eredeti cikk szerkesztőit annak laptörténete sorolja fel. Ez a jelzés csupán a megfogalmazás eredetét és a szerzői jogokat jelzi, nem szolgál a cikkben szereplő információk forrásmegjelöléseként.

## További irodalom
- (2013) „Taxonomic status of Blackthroat Calliope obscura and Firethroat C. pectardens”. Forktail 29, 94-99. o.
- (2014) „Rediscovery of an enigmatic Chinese passerine, the Blackthroat Calliope obscura: plumage, vocalizations, distribution, habitat choice, nesting and conservation”. Journal of Ornithology 155, 347-356. o. DOI:10.1007/s10336-013-1009-5.
- (2015) „Firethroat Calliope pectardens and Blackthroat C. obscura: notes on winter plumages and habitats” 23, 84-87. o.
- (2016) „New locality for the endangered Blackthroat Calliope obscura”. Journal of Ornithology 157, 371-372. o. DOI:10.1007/s10336-015-1279-1.